# Reino de Essex

O Reino de Essex era um dos sete reinos da Heptarquia anglo-saxã. Foi fundado por Escuíno em 527, ocupando o território ao norte do rio Tâmisa e a leste do rio Lea, no atual Essex.